# رينا كوه
رينا كوه هي مصممة أزياء ماليزية، ولدت في 1970.